# Avenida Alcalde Porqueras
La avenida Alcalde Porqueras es una avenida de la ciudad de Lérida de doble sentido con 2 carriles en cada dirección. Comienza en la Avenida Prat de la Riba, pasando por la Plaza Constitución y Plaza de Europa hasta salir de la ciudad por la N-230 dirección Viella/Francia y la A-2.